# Čedomir Pavičević
Čedomir Pavičević (Szabadka, 1978. május 23. –) szerb labdarúgó, jelenleg az Egri FC középpályása.

## Pályafutása
2011-ben a Vasas SC tartozott kétszeri fizetéssel Čedomir Pavičevićnak és Goran Arnautnak.